# Winston-Salem Cycling Classic Women de 2018
A 5.ª edição da Winston-Salem Cycling Classic Women celebrou-se a 28 de maio de 2018 sobre um percurso de 109,4 kmcom início e fim na cidade de Winston-Salem no estado da Carolina do Norte nos Estados Unidos.
A carreira fez parte do Calendário UCI Feminino de 2018 como concorrência de categoria 1.1 e foi vencida pela ciclista estadounidense Lily Williams da equipa Hagens Berman-Supermint. O pódio completaram-no a ciclista cubana Arlenis Sierra da equipa Astana e a ciclista colombiana Diana Peñuela da equipa Unitedhealthcare.

## Equipas
Tomaram parte na carreira 21 equipas, dos quais 6 foram equipas femininas de categoria profissional e 16 de categoria amador. As equipas participantes foram:
| Equipes femininas profissionais (6)- Astana Women's - Conceria Zabri-Fanini - Hagens Berman-Supermint - Rally - Tibco-Silicon Valley Bank - Unitedhealthcare Pro Cycling Team Equipes femininas amadoras (15)- Colavita-Bianchi - Conade Visit Mexico - Desjardins Ford - Fearless Femme Racing - Feed Hungry Kids Project - Gray Goat Mobile - IS Corp-Progress Software - LA Sweat - Levine Law Group - Meteor-Intelligentsia - Ortho Carolina - Papa John’s - RoxSolt Attaquer - Team Colombia - Wolfpack |
| |

## Classificações finais
As classificações finalizaram da seguinte forma:

### Classificação geral
| \| Classificação geral \| Classificação geral \| Classificação geral \| Classificação geral \| Classificação geral \| \| Ciclista \| Ciclista \| Equipe \| Tempo \| \| \| ------------------- \| ------------------- \| ----------------------------- \| ------------------- \| ------------------- \| \| 1. \| Lily Williams \| Hagens Berman-Supermint \| 2h45m35s \| \| \| 2. \| Arlenis Sierra \| Astana Women's Team \| + 0s \| \| \| 3. \| Diana Peñuela \| UnitedHealthcare Women's Team \| + 0s \| \| \| 4. \| Kirsti Lay \| Rally Cycling \| + 0s \| \| \| 5. \| Alison Jackson \| Tibco-Silicon Valley Bank \| + 1s \| \| \| 6. \| Flávia Oliveira \| Health Mate-Cyclelive Team \| + 1s \| \| \| 7. \| Sofia Bertizzolo \| Astana Women's Team \| + 4s \| \| \| 8. \| Emma Grant \| Tibco-Silicon Valley Bank \| + 4s \| \| \| 9. \| Jasmin Duehring \| Sho-Air Twenty20 \| + 5s \| \| \| 10. \| Jennifer Valente \| Sho-Air Twenty20 \| + 14s \| \| |                  |                               |          |
| |                  |                               |          |
| Fonte: ProCyclingStats |                  |                               |          |
| Classificação geral |                  |                               |          |
| Ciclista | Ciclista         | Equipe                        | Tempo    |
| 1. | Lily Williams    | Hagens Berman-Supermint       | 2h45m35s |
| 2. | Arlenis Sierra   | Astana Women's Team           | + 0s     |
| 3. | Diana Peñuela    | UnitedHealthcare Women's Team | + 0s     |
| 4. | Kirsti Lay       | Rally Cycling                 | + 0s     |
| 5. | Alison Jackson   | Tibco-Silicon Valley Bank     | + 1s     |
| 6. | Flávia Oliveira  | Health Mate-Cyclelive Team    | + 1s     |
| 7. | Sofia Bertizzolo | Astana Women's Team           | + 4s     |
| 8. | Emma Grant       | Tibco-Silicon Valley Bank     | + 4s     |
| 9. | Jasmin Duehring  | Sho-Air Twenty20              | + 5s     |
| 10. | Jennifer Valente | Sho-Air Twenty20              | + 14s    |

## UCI World Ranking Feminino
A Winston-Salem Cycling Classic Women outorga pontos para o UCI World Ranking Feminino, o qual inclui as carreiras do UCI WorldTour Feminino e do Calendário UCI Feminino. As seguintes tabelas mostram o barómetro de pontuação e as 10 corredoras que obtiveram mais pontos:
| Posição   | 1.ª | 2.ª | 3.ª | 4.ª | 5.ª | 6.ª | 7.ª | 8.ª | 9.ª | 10.ª | 11.ª | 12.ª | 13.ª-15.ª | 16.ª-25.ª |
| Pontuação | 125 | 85  | 70  | 60  | 50  | 40  | 35  | 30  | 25  | 20   | 15   | 10   | 5         | 3         |

| 1.ª  | Lily Williams    | Hagens Berman-Supermint    | 125 |
| 2.ª  | Arlenis Sierra   | Astana                     | 85  |
| 3.ª  | Diana Peñuela    | Unitedhealthcare           | 70  |
| 4.ª  | Kirsti Lay       | Rally                      | 60  |
| 5.ª  | Alison Jackson   | Tibco-SVB                  | 50  |
| 6.ª  | Flávia Oliveira  | Health Mate-Cyclelive Team | 40  |
| 7.ª  | Sofia Bertizzolo | Astana                     | 35  |
| 8.ª  | Emma Grant       | Tibco-SVB                  | 30  |
| 9.ª  | Jasmin Duehring  | Sho-Air Twenty20           | 25  |
| 10.ª | Jennifer Valente | Sho-Air Twenty20           | 20  |